# Parafia Wniebowzięcia Najświętszej Maryi Panny w Zbrosławicach
Parafia Wniebowzięcia Najświętszej Maryi Panny w Zbrosławicach – parafia rzymskokatolicka należąca do dekanatu Pyskowice w  diecezji gliwickiej.

## Zasięg parafii
Do parafii należą wierni z miejscowości: Zbrosławice, Wilkowice i Ptakowice.

## Msze święte
- niedziele i święta: (17:00), 7:00, 9:00, 11:00
- dni powszednie: 7:00, we wtorki: 17:10 (msza szkolna), w pierwsze piątki miesiąca: 7:00 i 18:00
- święta zniesione: 7:00, 9:00, 18:00